# Burgstall Troßmating
Der Burgstall Troßmating ist eine abgegangene spätmittelalterliche Höhenburg auf 436 m ü. NHN etwa 380 m nördlich der Einöde Troßmating in dem Markt Tüßling im oberbayerischen Landkreis Altötting von Bayern. Die Anlage wird als Bodendenkmal unter der Aktennummer D-1-7741-0007 als „Burgstall des hohen oder späten Mittelalters“ geführt.